# Symplocos kurgensis
Symplocos kurgensis är en tvåhjärtbladig växtart som beskrevs av C. B. Cl. Symplocos kurgensis ingår i släktet Symplocos och familjen Symplocaceae. Inga underarter finns listade i Catalogue of Life.